# Vonalkázott mézevő
A vonalkázott mézevő (Plectorhyncha lanceolata) a madarak osztályának verébalakúak (Passeriformes) rendjébe és a mézevőfélék (Meliphagidae) családjába tartozó Plectorhyncha nem egyetlen faja.
A magyar név forrással nincs megerősítve.

## Előfordulása
Ausztrália keleti és délkeleti részén honos. A természetes élőhelye erdők, gyakran folyók mentén, valamint mangroveerdők és városi kertek.

## Megjelenése
Átlagos testhossza 23 centiméter, testtömege 40 gramm.

## Életmódja
Nektárral és növényi cukorral táplálkozik, valamint rovarokat, pókokat, magvakat, bogyókat és gyümölcsöket is fogyaszt.

## Külső hivatkozások
- Képek az interneten a fajról
- Internet Bird Collection - videók a fajról
- Xeno-canto.org - a faj hangja[halott link]